# Познякижитлобуд
«Познякижи́тлобуд» — українська будівельна корпорація, що спеціалізується на елітних житлових комплексах, об'єктах соціальної інфраструктури та офісних центрах. До її складу входить 20 компаній, включно з тими, що займаються розробками в сфері енергозберігаючих технологій в будівництві[джерело?].

## Історія
1996 — створення компанії. Засновник і власник — Мхітарян Нвєр Мнацаканович.[джерело?]
1997 — побудований і зданий в експлуатацію перший житловий будинок по інвестиційній програмі «Теплий Дім».[джерело?]
1998 — корпорація першою в Києві застосувала в будівництві житлових будинків монолітно-каркасну технологію, яка дає можливість вільного планування квартир.[джерело?]
2001 — компанія виходить на ринки Росії (будівельні об'єкти в Москві), і ОАЕ (будівельні об'єкти в Дубаї)[джерело?]
2006 — президентом корпорації стає  Артур Мхітарян, син Нвєра Мхітаряна[джерело?].
У січні-вересні 2012 компанія отримала 6,446 млн грн. прибутку проти чистого збитку 468 тис. грн. за аналогічний період 2011.

## Структура
До складу корпорації входять[джерело?]:
- Проектний центр: проєктування нових об'єктів будівництва, реконструкції та капітального ремонту в стандартних умовах, а також на території підвищеної сейсмічності і складних інженерно-геологічних умов;[джерело?]
- Науково-технічний департамент та служба замовника: контроль якості виконання будівельних робіт і використовуваних матеріалів, відповідності об'єктів проектним рішенням, а також проводить геодезичний контроль ходу виконанню будівельних робіт, впроваджує нові технології будівництва;[джерело?]
- Виробничий комплекс (ЗАТ «Фірма Авіаінвест»): виробництво товарного бетону, залізобетону, металоконструкцій, вікон, дверей, фасадів з ПВХ і алюмінію;[джерело?]
- Відділ продажів;[джерело?]
- Укрбудінвестбанк — ПАТ «Український будівельно-інвестиційний банк» зареєстрований НБУ в квітні 2004 р.;
- Сервісна служба, автосервісне підприємство і охоронна служба.[джерело?]

## Відзнаки
- Включена в ТОП-10 найбільш стійких будівельних компаній України за версією рейтингового агентства «Експерт-Рейтинг»[2].